# Арај ет Ан
Арај ет Ан (фр. Arraye-et-Han) насеље је и општина у североисточној Француској у региону Лорена, у департману Мерт и Мозел која припада префектури Нанси.
По подацима из 2011. године у општини је живело 333 становника, а густина насељености је износила 32,21 становника/km². Општина се простире на површини од 10,34 km². Налази се на средњој надморској висини од 191 метар (максималној 228 m, а минималној 189 m).

## Демографија
| 1962. | 1968. | 1975. | 1982. | 1990. | 1999. | 2011. |
| ----- | ----- | ----- | ----- | ----- | ----- | ----- |
| 248   | 276   | 253   | 240   | 319   | 332   | 333   |

График промене броја становника у току последњих година